# Kababina colemani
Kababina colemani là một loài nhện trong họ Stiphidiidae.
Loài này thuộc chi Kababina. Kababina colemani được V. T. Davies miêu tả năm 1995.